# Liliana Bejarano
Liliana Bejarano (* 16. März 1978) ist eine ehemalige bolivianische Fußballschiedsrichterassistentin.
Von 2011 bis 2022 stand Bejarano auf der Liste der FIFA-Schiedsrichter und leitete internationale Fußballspiele.
Bei der Fußball-Weltmeisterschaft 2015 in Kanada leitete Bejarano gemeinsam mit Yeimy Martínez und Janette Arcanjo ein Gruppenspiel.
Zudem war sie unter anderem Schiedsrichterassistentin bei der Copa América 2018 in Chile und der Copa América 2022 in Kolumbien, bei der Copa Libertadores Femenina 2022, bei der U-17-Weltmeisterschaft 2016 in Jordanien sowie bei diversen Qualifikations- und Freundschaftsspielen.